# Bulgarische Smaragdlibelle
Die Bulgarische Smaragdlibelle (Corduliochlora borisi, Syn.: Somatochlora borisi) auch Rhodopen-Smaragdlibelle genannt, ist eine Libellenart aus der Familie der Falkenlibellen (Corduliidae), die zu den Großlibellen (Anisoptera) gehören und der einzige Vertreter der Gattung Corduliochlora. Sie wurde erst 2001 von Milen Marinov erstbeschrieben und nach seinem Sohn Boris benannt. Zunächst war die Art in die Gattung der Smaragdlibellen (Somatochlora) eingeordnet worden.

## Merkmale

### Adultmerkmale
Die Bulgarische Smaragdlibelle erreicht eine Körperlänge von etwa 50 Millimetern und eine Spannweite der Hinterflügel beim Männchen von 31 bis 33 Millimeter und beim Weibchen von 33 bis 34 Millimeter. Die Länge des Abdomens beträgt bei beiden Geschlechtern 34 bis 37 Millimeter. Die Augen sind leuchtend grün gefärbt, der dazwischenliegende Scheitel (Vertex) und die Stirn (Frons) sind dunkel metallisch grün mit deutlichen gelben Seitenflecken. Der Prothorax ist schwarz und gelb, der Synthorax metallisch glänzend grün mit einer dichten Behaarung aus weißlichen Härchen. Die Flügelbasis ist gelblich gefärbt, die Membranula ist basal weißlich und wird distal bräunlich. Im Vorder- und im Hinterflügel sind die Discoidalzellen ebenso wie das Analdreieck im Hinterflügel jeweils durch eine Flügelader geteilt. Zwischen der Cubitalader und der Analader des Vorderflügels befindet sich eine verbindende Querader, im Hinterflügel sind zwei ausgebildet.
Der Hinterleib (Abdomen) beim Männchen ist metallisch grün, wobei die Segmente 1, 2 und 10 schwarz und die Segmente 3 bis 9 grünlich gefärbt sind. Das Segment 3 besitzt an der Basis beiderseits einen großen Fleck, zudem sind Teile der Segmente 7 bis 9 dunkel bräunlich. Der Hinterleib der Weibchen ist ebenfalls metallisch grün, hier sind die Segmente 1 und 2 sowie 8 bis 10 schwärzlich. Die Segmente 2 und 3 tragen gelbe Flecken, die sich vom Rücken auf die Seiten ziehen, und die Segmente 2 und 4 besitzen langgezogene gelbe Flecken vom Bauch auf die Seiten ziehend.

### Larvalmerkmale
Die Larven erreichen eine Länge von maximal 19 bis 22 Millimetern (entspricht der Länge der Exuvie) und ähneln stark denen der Balkan-Smaragdlibelle (S. meridionalis). In Abgrenzung zu dieser besitzt sie auf dem Rücken auf den Segmenten 4 bis 9 Rückendornen, während auf S3 statt eines Dornes ein kleines Haarbüschel ausgebildet ist. Die Segmente 8 und 9 weisen Seitendornen und lange Haare an den Seiten auf. Am Thorax sind zudem rückseitig 4 Paar lange Haarbüschel ausgebildet und die Flügelanlagen besitzen je eine dichte Reihe langer Haare an der Oberkante. Das Epiproct ist in der Mitte breit und gestutzt, wobei die Spitze deutlich abgesetzt ist.

## Verbreitung und Lebensraum
Das Verbreitungsgebiet der Bulgarischen Smaragdlibelle beschränkt sich auf die Region des  südöstlichen Bulgarien, des nordöstlichen Griechenland und der nordwestlichen Türkei. Die Art ist dabei nur an vereinzelten Fundstellen im Bereich der östlichen Rhodopen und deren Ausläufer in der Türkei, dem Istranca-Gebirge.
Die Fortpflanzungs- und Larvalhabitate liegen im Bereich von Fließgewässern mit feucht-warmem Mikroklima in Höhen von 0 bis 300 m NN, wobei die Gewässer selbst in tiefen Schluchten liegen können. Bei der Typuslokalität handelte es sich um einen ein bis fünf Meter breiten und 0,5 bis 1,5 Meter tiefen Bach mit variablem Gefälle. Der Untergrund war schlammig, Steine und Pflanzen fehlten weitgehend. Auch andere Stellen wiesen einen schlammigen bis sandig-steinigen Untergrund auf, hatten natürliche Staustufen mit ruhigem Wasser und lagen in der Regel schattig.

## Lebensweise
Über das Verhalten der Art liegen nur sehr wenige Aussagen vor. Die Männchen verhalten sich ähnlich anderer Smaragdlibellen und patrouillieren ruhig auf der Suche nach Weibchen über 10 bis 50 Meter lange Strecken in einer Höhe von 30 bis 50 Zentimeter über dem Wasser. Flachufer meiden sie und meist fliegen sie in Schattenbereichen. Sie verhalten sich auf ihren Patrouillenflügen aggressiv gegenüber anderen Männchen der gleichen Art, während sie auf Männchen syntop vorkommender Balkan-Smaragdlibellen nicht reagieren.
Die Verpaarung beginnt über dem Wasser, danach fliegen die Paare wahrscheinlich in die Baumkronen. Die Eier werden in Bereichen von untergetauchten Wurzeln oder in der Bachmitte in das freie Wasser abgelegt.

## Gefährdung
Aufgrund des sehr kleinen Verbreitungsgebietes wird die Bulgarische Smaragdlibelle von einigen Autoren als gefährdet eingeschätzt. Die International Union for Conservation of Nature and Natural Resources (IUCN) führt sie in der Roten Liste gefährdeter Arten als gefährdet („vulnerable“).

## Belege
1. ↑  Martin Schorr, Martin Lindeboom, Dennis Paulson: World Odonata List. Update vom 1. Dezember 2014 (Download (Memento des Originals vom 28. August 2010 im Internet Archive)  Info: Der Archivlink wurde automatisch eingesetzt und noch nicht geprüft. Bitte prüfe Original- und Archivlink gemäß Anleitung und entferne dann diesen Hinweis.).
2. ↑  Milen Marinov und Richard Seidenbusch: Corduliochlora gen. nov. from the Balkans (Odonata: Corduliidae). In: IDF-Report. Band 10, Nr. 1, 2007, S. 1–13.
3. ↑  Somatochlora borisi in der Roten Liste gefährdeter Arten der IUCN 2013. Eingestellt von: Boudot, J.-P., 2013. Abgerufen am 28.07.2022.